# 陽はいつか昇る
『陽はいつか昇る～下北沢アパート物語～』は、2004年1月25日から3月28日までテレビ東京系列で放送されていたテレビドラマである。全10話。

## 概要
30過ぎても青春だ!…と思いたい。下北沢の築30年のおんぼろアパートで繰り広げられる笑って泣ける青春群像ストーリーである。

## 放送リスト
- 第1話 陽あたりハウスのゆかいな面々
- 第2話 パパと呼ばないで、お願いだから
- 第3話 すべてをさらけだすって素晴らしい
- 第4話 恋はトライアングル?
- 第5話 泣きたい夜もあるさ
- 第6話 FMサニー開局!
- 第7話 浪花のおかん、襲来!
- 第8話 隣人はある日突然に
- 第9話 隣人はある日突然に
- 最終話 陽はいつか昇る

## 出演者
MEGUMI、小林正寛、蟹江一平、猪野学、鈴木浩介、広澤草 他

## テーマ曲
- オープニングテーマ：Priere「Catch my star」
- エンディングテーマ：Stereo Fabrication of Youth「首都高ドライブ」